# 福建炒麵

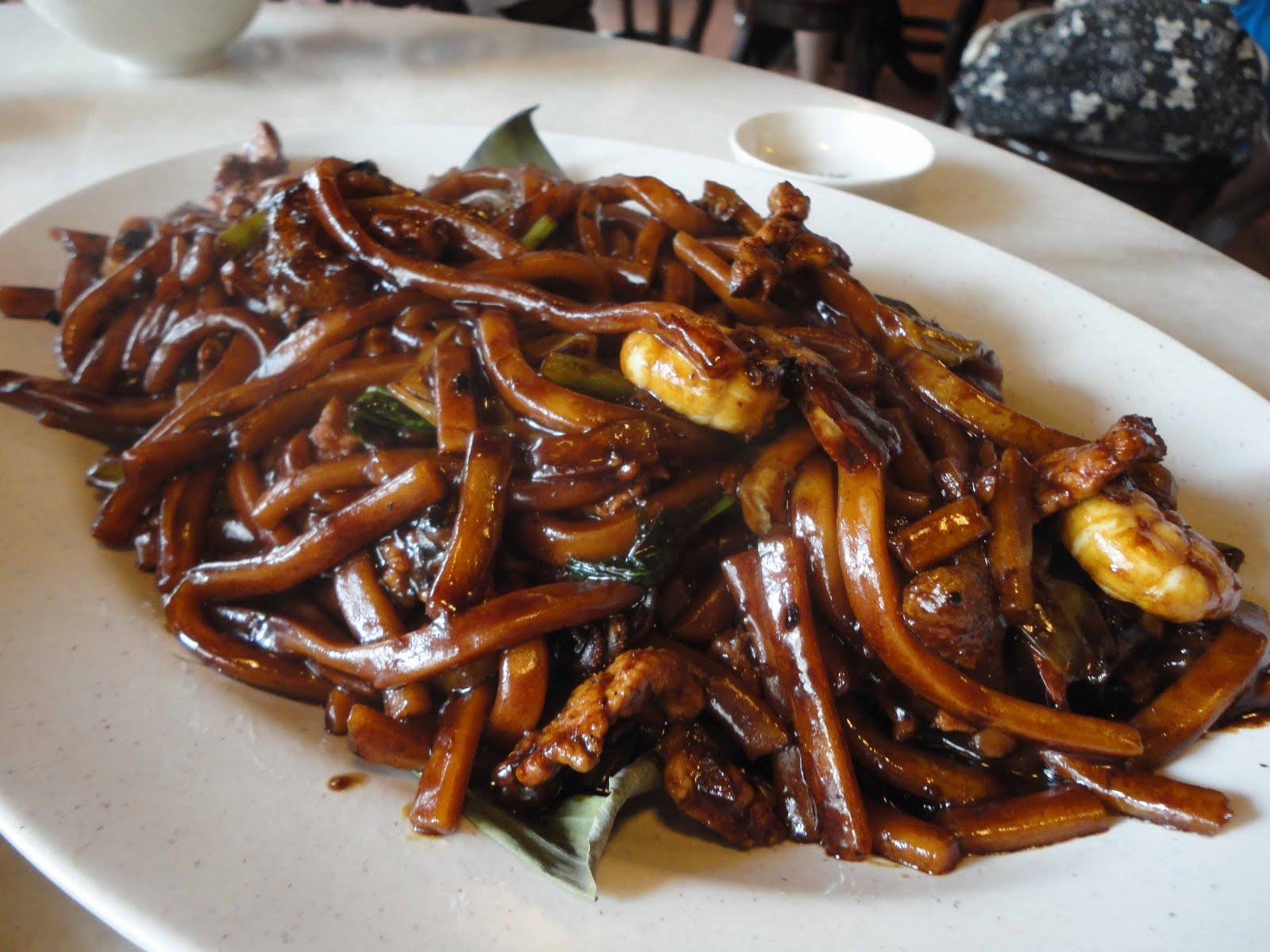
福建炒麵

福建炒麵是一種源于吉隆坡的華人傳統麵食，也是當地的代表性美食之一，在吉隆坡當地人一般都稱之為福建麵或稱福建炒，在馬來半島地方，也有人將其稱為福建炒大碌麵。

## 背景
福建炒麵起源于在1920年代至1930年代的茨廠街，是早期福建籍的移民所販售的麵食，所以該料理被冠上“福建”這名號。其所料理的方式是繼承與福建沿海一帶，但這種麵食在福建一帶無法尋獲，是早期移民至吉隆坡的華人為適應當地炎熱氣候所研發的麵食。
在文獻記載中，來自中國福建泉州安溪的王金蓮是第一位販售福建炒麵的人，他在1927年移民至馬來亞後，在吉隆坡的茨廠街附近設攤擺賣家鄉麵食。最初販賣湯麵為主，后來為適應南洋人因天氣悶熱而嗜好口味重的料理，開始在麵內加入比目魚粉、黑醬油、巴拉盞、辣椒醬等，并且把湯汁燜炒成濃稠半濕狀，呈現烏黑且味道濃郁的麵食，這也是福建炒麵的雛形。隨著王金蓮的炒麵開始在吉隆坡的華人社區廣為人知後，他也開始在思士街與茨廠街的交接口開設了“金蓮記”，這家店也成為目前吉隆坡著名的老字號，目前已傳至第三代。目前福建炒麵已成為吉隆坡的代表性美食，營業者或廚師已不限於福建籍人士，因吉隆坡一帶是廣東人聚集地，販賣福建炒麵的店家通常也會販售廣府式的炒麵。
福建炒面一般多使用粗大的鹼水黃麵配上豬油、蝦子、黑醬油、豬肉片、花枝、高麗菜、豬骨高湯等材料燜炒，使用的時候搭配參巴辣椒醬，在吉隆坡一帶的華人社群是非常流行的麵食，在一些路邊攤或炒粉店都可找到它的蹤影，當地人認為最好的福建炒麵是需要使用炭火來煮炒。

## 制作过程
马来西亚半岛福建炒麵制作过程：
1. 准备食材：福建炒面、猪肉片、虾仁、猪油渣、包菜、左口魚粉等。
2. 将福建炒面放入开水中焯烫至熟，捞出沥干备用。
3. 猪肉片，虾仁洗净备用。
4. 热锅凉油，放入猪肉丝煸炒至变色，加入虾仁和鱿鱼继续煸炒。
5. 将炒好的青菜、虾仁、和猪肉丝倒入已煮好的福建炒面上，翻炒均匀。
6. 加入适量的酱油、黑酱油和盐调味，炒匀即可出锅。

马来西亚半岛福建炒麵的制作过程简单易懂，食材新鲜，口感丰富，是一道经典的马来西亚中华美食，深受广大食客的喜爱。